# Qasr el Yahud
Qasr el-Yahud (in arabo قصر اليهود‎?; in ebraico קאסר אל יהוד‎?; conosciuto anche come Kasser/Qasser al-Yahud/Yehud; letteralmente "Il Castello degli Ebrei") è il nome ufficiale di un sito di battesimo nella Valle del Giordano che si trova nei Territori Palestinesi ora occupati dallo stato d'Israele. Il sito è stato inserito nella lista dei Parchi d'Israele ed è gestito dall'Amministrazione Civile israeliana e dal Ministero del turismo israeliano.
Questo sito è la parte occidentale di un'area più ampia, tradizionalmente ricondotta al Battesimo di Gesù da parte di Giovanni Battista, conosciuta in arabo come al-Maghtas, nome che è stato storicamente utilizzato per identificare un luogo di pellegrinaggio su entrambe le sponde del fiume Giordano. È tradizionalmente riconosciuto anche come il luogo in cui gli Israeliti attraversarono il Giordano e il profeta Elia ascese al Paradiso.

## Etimologia
Il nome arabo del sito è al-Maghtas che identifica un'area che si estende su entrambe le sponde del Giordano. La parte giordana del fiume viene chiamata con il nome arabo, al-Maghtas appunto, o come Betania oltre il Giordano, mentre la sponda occidentale viene chiamata Qasr el-Yahud. L'accezione "castello" (qasr; vedi anche ksar) si deve alla vicinanza del monastero greco-ortodosso dedicato a San Giovanni il Battista che ha le sembianze di una piccola roccaforte. Questo luogo è anche tradizionalmente riconosciuto come il guado dove gli Israeliti attraversarono il Giordano dopo i 40 anni di peregrinazione nel deserto (per questo la definizione di el-Yahud, "degli Ebrei").

## Storia
Qasr el-Yahud sorge vicino ad un'antica via che guadava il fiume e metteva in connessione Gerusalemme, attraverso Gerico, a numerosi siti biblici transgiordani come la città di Madaba, il Monte Nebo e la Via Regia. Questa località è situata a una decina di chilometri in direzione sud-est da Gerico e si trova sul territorio del Governatorato di Gerico in Palestina.
Il sito, così com'è visitabile oggi, è stato riaperto nel 2011 dopo essere stato chiuso nel 1967 a causa dello scoppio della Guerra dei Sei Giorni. Il progetto di restauro fu approvato ancora prima dei festeggiamenti del millennio nel 2000, ma subì un ritardo a causa dello scoppio della Seconda Intifada e delle alluvioni che colpirono l'area nel 2003. Nel 2000 papa Giovanni Paolo II atterrò in elicottero al sito di Qasr el-Yahud per tenere una funzione privata.
Qasr el-Yahud è gestito dall'Amministrazione Civile israeliana e dal Ministero del turismo israeliano e prima che fosse riaperto i battesimi erano tenuti nel sito di Yardenit, una località a nord sulle sponde del Lago di Tiberiade.